# Stéphane Marchand
 (août 2014).
Stéphane Marchand est un journaliste français né en 1960.

## Éléments biographiques
Il commence sa carrière en 1987 au journal Le Figaro comme reporter au service Étranger. Il est envoyé l'année suivante à Jérusalem comme correspondant alors que se termine la guerre du Liban et que commence la première Intifada. À la fin de 1990, il est correspondant du Figaro à Washington, où il couvre la fin du mandat de George Bush (père) et le premier mandat de Bill Clinton. Il analyse en particulier, de Washington, les suites de la première guerre du Golfe et les guerres des Balkans[réf. souhaitée]. De retour en France, toujours au Figaro, il est rédacteur en chef du service de Macroéconomie. En 2006, il est directeur adjoint de la rédaction du Figaro, responsable des pages Débats Opinions où il signe des éditoriaux.    
Il quitte le Figaro en 2008 et fonde, puis dirige[réf. souhaitée] jusqu'en 2009 le journal économique en ligne E24. En 2018, il crée et dirige le magazine économique Pour l'Éco.  
Stéphane Marchand est diplômé de l'École polytechnique et de l'École nationale de la statistique et de l'administration économique (ENSAE). En 2020, il est délégué général de l'Institut du capitalisme responsable (ICR)  